# Islas Togian
Las islas Togian (o Togean) (en indonesio, Pulau Togian) son un grupo de islas de Indonesia oriental, localizadas en el golfo de Tomini, frente a la costa de la parte central de la isla de Célebes. El grupo se compone de  56 islas, siendo las mayores Anau, Batudaka, Bolilanga, Bomba, Kabalutan, Kadidiri, Katupat, Malenge, Milo, Una-Una, Taoleh, Wakai, Walae Bahi y Walea Kodi.
Administrativamente, el archipiélago es parte de la provincia de Gorontalo. 

## Geografía

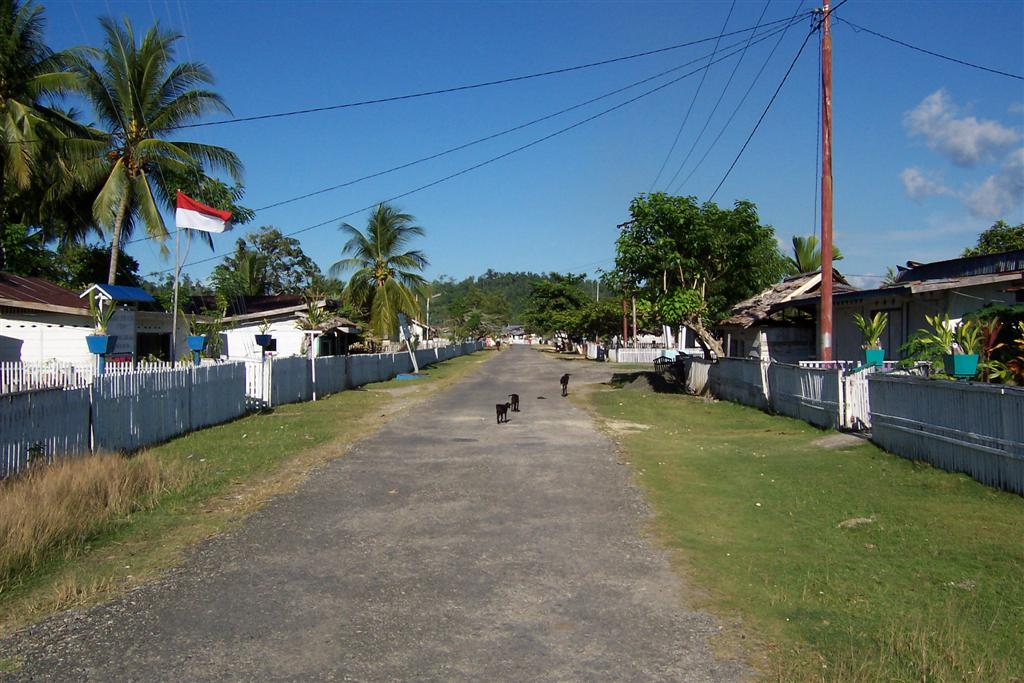
Aldea en las islas Togian.

Estas islas volcánicas están cubiertas por un frondoso bosque tropical y rodeadas por las antiguas formaciones de arrecifes de coral, que sirven de hábitat y áreas de reproducción de la tortuga carey, tortuga verde y el dugongo. El macaco de Tongian se encuentra en los bosques de las islas. El gavilán búho togiano (Ninox burhani ), descubierto en 1999, es endémica de las islas. El ojiblanco de Togian (Zosterops somadikartai), otra especie de ave endémica, fue descrita en 2008. En octubre de 2004, el archipiélago ha sido declarado parque nacional.
Hay también varias especies de tortugas marinas y dugongos,  babirusas, cálao de la cresta, loros y una especie de macaco. 
La población de las islas Togian está compuesta de Bobongko, Togian, Suluan y bajau, cuyas lenguas pertenecen a la rama de las lenguas malayo-polinesias de las lenguas austronesias. Hay 37 pueblos en las islas, siendo los más importantes los puertos de Katupat, Malenge y Dolong.

## Transporte
Hay tres puntos de embarque posibles hacia las islas Togian: 
- Gorontalo. El KM Puspita, un transbordador de madera de 150 toneladas y 8 cabinas, más una gran cubierta, enlaza con Wakai 2 veces por semana. Se llega a Gorontalo desde Manado, capital de la provincia, volando bien sea con Merpati o con Trigana Air.

- Luwuk. A esta localidad de la provincia de Célebes Central, se llega desde Makassar, la capital de la provincia de Célebes Meridional, via Batavia Air y Merpati.

- Ampana. Este puerto, ubicado también en Célebes Central, es el que mejor conecta con las principales islas Togian. Se llega a Ampana, ya sea desde Luwuk, ya sea desde Palu, capital de la provincia de Célebes Central, en avión desde Makassar.